# Joe Almasian
Joseph Michael „Joe“ Almasian (armenisch Ժոզէֆ Ալմասյան Schosef Almassjan; * 8. März 1967 in Framingham, Massachusetts, Vereinigte Staaten) ist ein ehemaliger armenischer Bobsportler. Bei den Olympischen Winterspielen 1994 in Lillehammer startete der US-Bürger armenischer Herkunft als erster Bobfahrer gemeinsam mit Ken Topalian für Armenien.

## Werdegang
Geboren in den Vereinigten Staaten war Almasian Maschinenbauingenieur, der an der University of New Hampshire noch als Fußballspieler und Leichtathlet aktiv war. Mit der Unabhängigkeit Armeniens plante er gemeinsam mit seinem Freund Ken Topalian, eine Zweierbob-Mannschaft für Armenien bei den Olympischen Winterspielen 1994 in Lillehammer aufzustellen und als erste Armenier überhaupt bei Olympia zu starten. Inspiriert wurden sie dabei vom ehemaligen Profi Paul Varadian, welchen Topalian von der Armenian Youth Federation (AYF) kannte. Ab Ende 1992 trainierten Topalian und Almasian unter dem ehemaligen US-Bobfahrer Jim Hickey wöchentlich auf der Olympiabahn von Lake Placid. Zwei Wochen vor den Spielen erhielten beide mit der Zweitstaatsbürgerschaft ihre Startberechtigung durch die Armenische Regierung. Als bislang (Stand 2018) einzige olympische Bobfahrer Armeniens erreichte das Duo im Zweierbob den 36. Platz. Es blieb für beide aber der einzige internationale Start.